# 16100 Hausknecht
16100 Hausknecht este o planetă minoră (asteroid) din centura de asteroizi. A fost descoperită pe 3 noiembrie 1999 la Experimental Test Site⁠(d) de Lincoln Near-Earth Asteroid Research. 
Obiectul prezintă o orbită caracterizată de o semiaxă mare de 2,183264 UAi, o excentricitate de 0,11, o înclinație de 1,46038 ° în raport cu ecliptica.